# Киццо, Бруно
Бру́но Ки́ццо (итал. Bruno Chizzo; 19 апреля 1916, Удине — август 1969) — итальянский футболист, полузащитник. Чемпион мира 1938 года.

## Биография
Начал выступления в клубе «Удинезе» в 1933 году, через 2 года перешёл в клуб «Триестина» дебютировав в матче с «Фиорентиной» 22 сентября 1935 года (победа клуба Киццо 5:1), за который выступал до 1939 года, после чего перешёл на сезон в клуб «Милан», за который выступал с 17 сентября 1939 года (матч с «Торино», победа Милана 2:1) по 26 мая 1940 года (матч с «Триестиной», счёт 0:0).
А затем выступал с 1940 по 1942 год за «Дженоа», после чего перешёл в клуб серии В «Анкониана», но из-за войны играл за клуб лишь 1 сезон. В военном чемпионате играл за «Удинезе». В 1945 году вернулся в «Дженоа», там провёл 2 сезона и перешёл в «Больцано» c которым в первый же сезон вылетел из серии В в серию С. Завершил карьеру Киццо в клубе «Эмполи» в 1950 году.
В 1938 году главный тренер сборной Италии Витторио Поццо взял Киццо на чемпионат мира, где итальянцы стали сильнейшей сборной в мире, однако сам Киццо на поле не выходил.

## Достижения
- Чемпион мира: 1938